# Halimium viscosum
Halimium viscosum är en solvändeväxtart som först beskrevs av Heinrich Moritz Willkomm, och fick sitt nu gällande namn av Pinto da Silva. Halimium viscosum ingår i släktet Halimium och familjen solvändeväxter. Inga underarter finns listade i Catalogue of Life.